# Decapodiformes
Els decapodiformes (Decapodiformes) són un superordre de mol·luscs cefalòpodes de la subclasse dels coleoïdeus, que inclou totes les espècies amb 10 braços, és a dir, sèpies, calamars i afins.

## Classificació
El superordre Decapodiformes inclou 516 espècies en sis ordres:
- Ordre Bathyteuthida - calamars
- Ordre Idiosepida - sèpies
- Ordre Myopsida (abans subordre de Teuthida) -calamars
- Ordre Oegopsida (abans subordre de Teuthida) - calamars
- Ordre Sepiida (incloent-hi Sepiolida) - sèpies, morralets, calamars pigmeus i calamars de cua d'ampolla
- Ordre Spirulida - calamar espirulat

L'antic ordre Teuthida avui es considera parafilètic i ha estat desmembrat en Myopsida i Oegopsida.